# Ontario (Californie)
Pour les articles homonymes, voir Ontario (homonymie).
Ontario est une municipalité américaine du comté de San Bernardino en Californie. Au recensement de 2010, la population de la ville s'élevait à 163 924 habitants, en très forte augmentation, sur une surface de 129,1 km2. L'aéroport international d'Ontario et l'Ontario Mills, un des plus grands centres commerciaux d'Amérique du Nord se trouvent dans la ville. Le nom d'Ontario provient de la province de l'Ontario au Canada d'où proviennent George Chaffey et William Chaffey, les fondateurs de la colonie.

## Histoire
Le site d'Ontario fut probablement occupé par les indiens Tongva. Juan Bautista de Anza, un explorateur de la Nouvelle-Espagne est censé être passé dans la région en 1774. En 1881 les frères Chaffey achètent le terrain (qui incluait alors Upland) et construisent un système de drainage permettant l'irrigation des cultures et la prévention des inondations. La ville attira alors des agriculteurs (d'abord pour des plantations de citronniers) et des habitants de l'est des États-Unis à la recherche d'un climat plus sec. Les frères Chaffey quittérent la ville pour fonder une nouvelle colonie en Australie, Mildura, qui connut moins de réussite. La ville d'Ontario fut incorporée en 1891 et en 1906 North Ontario se sépara d'Ontario pour s'appeler Upland.

## Économie

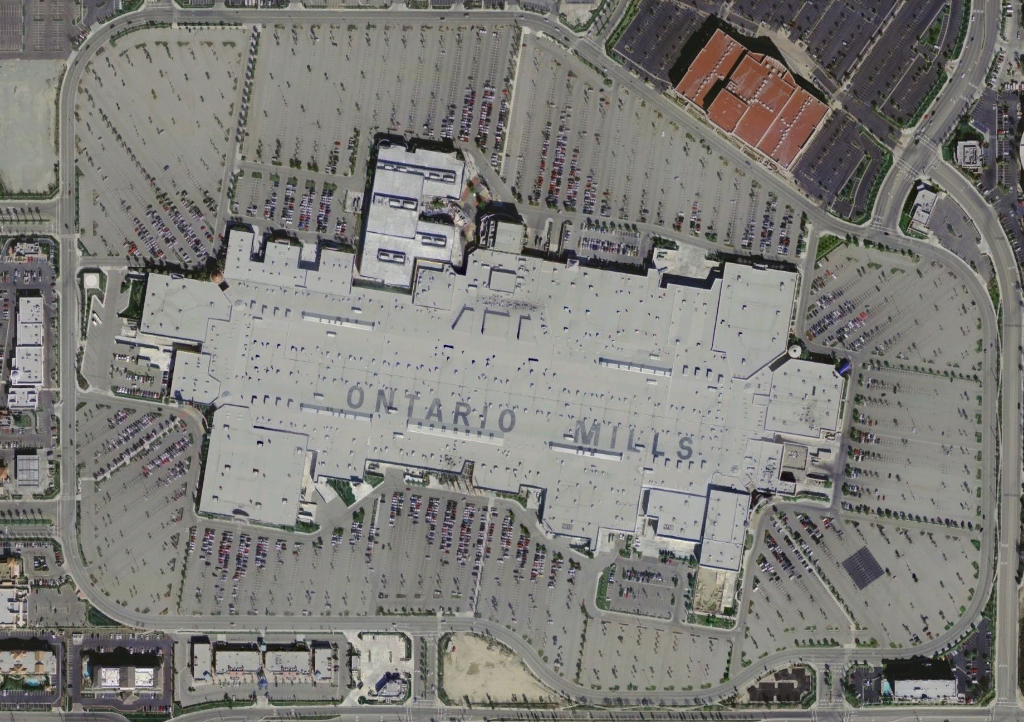
L'Ontario Mills vu du ciel

L'économie d'Ontario était basée sur l'agriculture en particulier la culture des agrumes (citronniers et orangers) qui profitaient du sol rocailleux de la ville. Ce même sol rocailleux a aussi attiré des vignerons et des planteurs d'oliviers. L'élevage laitier est aussi très présent dans la région. L'expansion de la Californie du Sud a ensuite amené de nombreux nouveaux résidents à Ontario, banlieue de Los Angeles entrainant avec elle un boom immobilier. Aujourd'hui Ontario reste une ville d'industrie (production de Maglites) mais a développé des activités commerciales et de services (Ontario Mills). L'Interstate 10 et l'Interstate 15, deux voies de communication importantes passent dans la ville et une station de métro la relie au grand Los Angeles.

## Démographie
| 1890 | 1900 | 1910  | 1920  | 1930   | 1940   |
| ---- | ---- | ----- | ----- | ------ | ------ |
| 683  | 722  | 4 274 | 7 280 | 13 583 | 14 197 |

| 1950   | 1960   | 1970   | 1980   | 1990    | 2000    |
| ------ | ------ | ------ | ------ | ------- | ------- |
| 22 872 | 46 617 | 64 118 | 88 820 | 133 179 | 158 007 |

| 2010    | - | - | - | - | - |
| ------- | - | - | - | - | - |
| 163 924 | - | - | - | - | - |

## Jumelage
- Winterthur (Suisse)
- Guamúchil (Mexique)
- Los Mochis (Mexique)
- Mocorito (Mexique)
- Brockville (Ontario) (Canada)
- Jieyang (Chine)

## Personnalités liées à la ville
- Anthony Muñoz, joueur de football américain, est né à Ontario.
- Landon Donovan, footballeur, est né à Ontario.